# Adalberto Costa Júnior
Pour les articles homonymes, voir Costa et Junior.
Adalberto Costa Júnior, né le 8 mai 1962, est un homme politique angolais, président de l'UNITA, le principal parti de l'opposition angolaise. Il est membre de l'Assemblée nationale de l'Angola.

## Biographie
Adalberto Costa Júnior naît le 8 mai 1962 à Benguela.
Il étudie le génie électrique à l'Instituto Superior de Engenharia do Porto et l'éthique sociale à l'université pontificale grégorienne.
Il mène une campagne contre la corruption publique.
Adalberto Costa renonce à sa nationalité portugaise en 2019.
En 2019, Adalberto Costa est élu président de l'UNITA lors d'un congrès du parti, succédant à Isaías Samakuva.
Cependant, en octobre 2021, le Tribunal constitutionnel considère que l'élection d'Adalberto Costa à la présidence de l'UNITA n'a pas respecté la procédure et donc qu'elle est annulée. Cette décision est critiquée par des députés de l'UNITA qui y voient une décision politique et non juridique. L'UNITA convoque un second congrès en mars 2022 durant lequel Costa est de nouveau élu.
En vue des élections générales d'août 2022, ACJ et l'UNITA décident de faire alliance avec le Bloco Democrático, un parti sans député dirigé par Filomeno Vieira Lopes, et la « plateforme politique » PRA-JA Servir Angola (Partido do Renascimento Angolano - Juntos por Angola - Servir Angola) d'Abel Chivukuvuku pour former le Front patriotique uni (Frente Patriótica Unida),. Adalberto Costa Júnior est le candidat de cette coalition pour l'élection présidentielle. L'UNITA obtient 90 sièges aux élections législatives contre 124 pour le MPLA et João Lourenço est réélu président.